# Weronika Smarduch
Weronika Anna Smarduch (ur. 8 kwietnia 1990 w Rabce) – polska analityczka finansowa i polityk, posłanka na Sejm X kadencji.

## Życiorys
Urodziła się 8 kwietnia 1990 w Rabce. Wychowywała się w Nowym Targu, gdzie jej ojciec Jan Smarduch od wyborów samorządowych w 1990 do 2024 był wójtem gminy wiejskiej (stając się najdłużej urzędującym włodarzem gminy na Podhalu). Zamieszkała w Łopusznej. Od osiemnastego roku życia działała w młodzieżówce Platformy Obywatelskiej.
Ukończyła zarządzanie ze specjalnością w zakresie controllingu i zarządzania finansami przedsiębiorstw na Uniwersytecie Ekonomicznym w Krakowie. Z zawodu jest analityczką finansową, pracowała w firmach consultingowych, banku oraz Głównym Punkcie Informacyjnym Funduszy Europejskich w Krakowie. Następnie zajęła się prowadzeniem własnej działalności gospodarczej.
W wyborach samorządowych w 2018 bezskutecznie ubiegała się o miejsce w radzie powiatu nowotarskiego z listy lokalnego komitetu wyborców „Razem Podhale Spisz Orawa”. W wyborach parlamentarnych w 2019 kierowała sztabem kandydatów swojego ugrupowania do parlamentu w okręgu nowosądeckim. W 2021 została przewodniczącą struktur PO w powiecie oraz wiceprzewodniczącą partii w województwie małopolskim.
W wyborach parlamentarnych w 2023 po raz pierwszy kandydowała do Sejmu. Startowała z 1. miejsca na liście Koalicji Obywatelskiej w okręgu nowosądeckim, zdobywając 27 031 głosów (tj. 6,33% głosów oddanych w okręgu i najwięcej wśród kandydatów na liście KO) i uzyskując wybór do Sejmu X kadencji. Została członkinią Komisji Cyfryzacji, Innowacyjności i Nowoczesnych Technologii oraz Komisji Gospodarki i Rozwoju.